# دونالد إي. والش
دونالد إي. والش (بالإنجليزية: Donald E. Walsh)‏ هو عسكري أمريكي، ولد في 8 أبريل 1917 في Watertown, Connecticut ‏ في الولايات المتحدة، وتوفي في 7 سبتمبر 1997 في Viera, Florida ‏ في الولايات المتحدة.